# Jacques Boutet
Pour les articles homonymes, voir Jacques Boutet (1890-1944) et Boutet.
Jacques Boutet, né le 17 mars 1928 à Rodez et mort le 9 mai 2012 à Neuilly-sur-Seine, est un haut fonctionnaire, membre du Conseil d'État, où il exerça notamment les fonctions de président de section.

## Biographie
Diplômé de l'Institut d'études politiques de Toulouse en 1950, ancien élève de l'ENA, membre du conseil d'Etat, il fut PDG de TF1 de juillet 1981, à août 1982, et président du Conseil supérieur de l'audiovisuel depuis sa création en 1989 jusqu'en 1995.